# (31906) 2000 GF44
2000 GF44 (asteroide 31906) é um asteroide da cintura principal. Possui uma excentricidade de 0.26447750 e uma inclinação de 5.77417º.
Este asteroide foi descoberto no dia 5 de abril de 2000 por LINEAR em Socorro.